# Ånderdalen Nemzeti Park
Az Ånderdalen Nemzeti Park Norvégia északi Troms megyéjében, a Senja nevű part menti szigeten terül el. 
A terület nyírfa- és fenyőerdei, alpesi növényzete, jellegzetes fjord- és fjellvidéke miatt védett.

## Kapcsolódó szócikkek

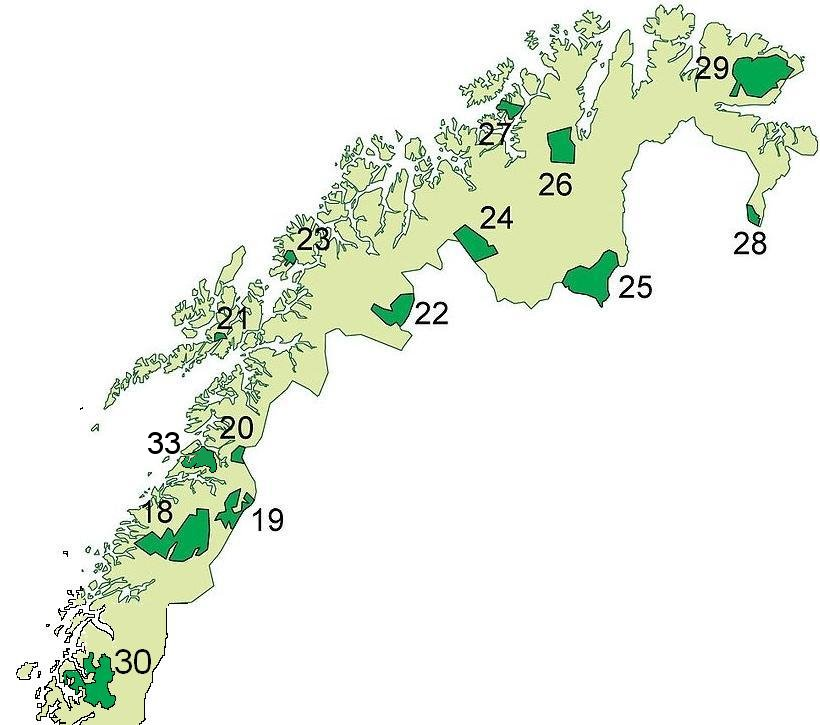
Észak-Norvégia nemzeti parkjai. Az Ånderdalen a 23. számú